# Живите мъртви (комиксово списание)
„Живите мъртви“ (на английски: The Walking Dead) е американско черно-бяло комиксово списание, създадено от писателя Робърт Къркман и художника Тони Мур.
Главният герой е полицаят Рик Граймс, който е прострелян, докато изпълнява задълженията си, и изпада в кома. Той се събужда в зомби апокалипсис, който е поставил щата Джорджия под карантина. Успява да открие жена си и сина си, и се запознава с други оцелели. Постепенно придобива ролята на лидер на групата, а впоследствие и на цяла общност, и заедно те се опитват да оцелеят в апокалипсиса.
Комиксът започва да се издава от „Имидж Комикс“ през октомври 2003 г. Всички броеве са написани от Къркман. Броеве 1 – 6 са излюстрирани от Мур, а останалите от брой 7 до последния са поети от художника Чарли Адлард. Мур рисува кориците до брой 24, както и тази на брой 150.
Комиксът е адаптиран в сериал със същото заглавие, който започва излъчване през 2010 г. по телевизия AMC.

## В България
В България комиксът започва да се издава от „Студио Артлайн“ през ноември 2016 г.